# Trinity English Lutheran Church
Trinity English Lutheran Church – luterańska świątynia, znajdująca się w mieście Fort Wayne, w stanie Indiana.

## Historia i wyposażenie
Zbór założony został przez 17 luteran w 1846. Była to pierwsza anglojęzyczna organizacja luterańska w mieście (większość luteran posługiwała się językiem niemieckim). 29 lipca 1863 roku rozpoczęto budowę, gotowy, neogotycki budynek poświęcono w 1925. Na wieży kościoła zawieszono dzwon z 1837, pochodzący z pierwszego kościoła prezbiteriańskiego, pierwotnie służący m.in. jako dzwon alarmowy.